# Jason Jordan
Nathan Everhart (n. 28 septembrie 1988, Tinley Park, Illinois, Statele Unite ale Americii) este un wrestler profesionist american, mai bine cunoscut prin numele de ring Jason Jordan. În prezent lucrează pentru WWE în brandul Raw.
Printre realizările sale ca luptător, se află o centură de campion în Perechi din NXT, alături de Chad Gable.

## În wrestling
- Manevre de final
  - Hoosier Daddy (Double underhook DDT)[1]
  - Jordan Slam (Olympic slam)

- Manevre semnatură
  - Bodyscissors
  - Double leg takedown
  - Headbutt
  - Diving moonsault
  - Sleeper hold
  - Cloteshline
  - Neckbreaker
  - Pendul backbreacker
  - European uppercut
  - Triangle choke
  - Dropkick
  - Mai multe variante de suplex
- Cu Chad Gable
  - Manevre în echipa
    - Grand Amplitud (Belly-to-back pop-up (Jordan), combinat cu un bridging high-angle belly-to-back suplex (Gable), în combinație)[2][3]

## Campionate și realizări Wrestling
- WWE
  - WWE Raw Tag Team Championship (o dată) cu Seth Rollins
  - NXT Tag Team Championship (o dată) cu Chad Gable
  - SmackDown Tag Team Championship (o dată) cu Chad Gable

- Pro Wrestling Illustrated
  - Situat pe Nº319 în PWI 500 în 2012[4]
  - Situat pe Nº289 în PWI 500 în 2014[5]
  - Situat pe Nº277 în PWI 500 pentru 2015[6]
  - Situat pe Nº119 în PWI 500 în 2016[7]